# Aura (Toronto)
L'Aura è un grattacielo ad uso residenziale di Toronto.

## Caratteristiche
L'edificio, alto 272 metri, è il quinto grattacielo più alto del Canada e il quarantasettesimo più alto del Nord America. Il progetto originale prevedeva un complesso di varie torri più basse che in seguito sono state uniti per formare un edificio più alto. All'interno l'edificio presenta centinaia di appartamenti essendo l'edificio con più piani di tutto il Canada. Per i residenti sono presenti molti servizi tra cui un patio al cinquantesimo piano e una palestra di 40.000 m2.